# جان بادل
جان بادل (انگلیسی: John Buddle Blyth؛ ۱۸۱۴ – ۲۴ دسامبر ۱۸۷۱) شیمی‌دان بود.
وی بیشتر به خاطر پلیمریزاسیون شناحته می‌شود.